# ماريمبا
المارِمبة أو الماريمبا هي آلة موسيقية من ضمن عائلة الآلآت النقرية. المفاتيح أو القضبان (عادة يكونوا مصنوعين من الخشب) يتم نقرهم بمطارق لتوليد نغمات موسيقية. المفاتيح مرتبة كترتيب البيانو، وموضوعين بشكل مساعد للمؤدي بصرياً وطبيعياً.

المارِمبة

## آلة الحفلة الموسيقية الحديثة
استخدامات المارِمبة الحديثة تتضمن العزف الفردى، مجموعات النقر، كونشيرتوات المارِمبة، مجموعات جاز، فرقة الاستعراض (المجموعات الامامية), تشكيل الطبول والبوق.
الملحنوون المعاصرون استعملوا الصوت الفريد للمارِمبة أكثر وأكثر في السنوات الأخيرة، ومن الشائع ان نجدهم في مجموعة النفخ، على الرغم من قلتها في الاوركسترا. موسيقى المارِمبة الأفريقية تبدو مميزة بالنسبة لمستعمى شمال أمريكا لان معظم موسيقى المارِمبة التي تعزف في نصف الكرة الأرضية الغربي تكون في جنوب أمريكا.على اية حال، نشأت المارِمبة في أفريقيا منذ مئات السنين وتم تصديرها إلى أمريكا الجنوبية في القرن السادس عشر. الاصوات الأفريقية الاصلية تغيرت وتحولت بفضل موسيقى الحضارات المحلية.

### القضبان (المفاتيح)
قضبان المارِمبة الغربية التجارية مثل مفاتيح الاكسلفون، تصنع عادة من خشب الورد، ومن الممكن ان تصنع القضبان أيضا من مواد صناعية أخرى. قضبان خشب الورد مفضلة في عزف الحفلات، لكن القضبان الصناعية مفضلة في الفرقة الاستعراضية لانه متين وأكثر تحملا لتغيرات الجو. القضبان اوسع وأطول في النوتات الموسيقية الاقل، وتكون رفيعة وقصيرة في النوتات العالية.
خلال عملية الضبط، يؤخذ الخشب من الجانب السفلى المتوسط للقضيب من اجل تقليل الانحدار. من اجل هذا القضبان رفيعة بالقرب من الأسفل واسمك بالقرب من القمة.
في أفريقيا، معظم المارِمبةت يصنعهم الصناع المحليون باستخدام مواد متوفرة محليا.

### المدى

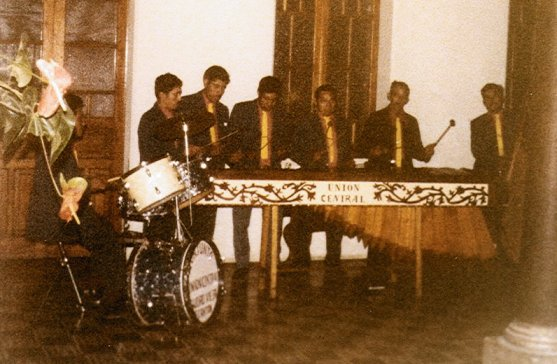
فرقة مارِمبة

المارِمبة آلة غير ناقلة بدون ازاحة اوكتاف. آلالات المفاتيح الأخرى يكون مثبت بها واحدة أو اثنان اوكتاف أعلى من المكتوب. ليس هناك مدى قياسى للمارِمبةو ولكن هناك مجالات مشهورة هي 4 اوكتاف، 4.3 اوكتاف، و5 اوكتاف، أيضا 4.5 و5.5 اوكتاف متوافرين. 4 اوكتاف: من 3سى إلى 7سى. 4.3 اوكتاف: من 2ايه إلى 7سى، ال 3 تشير إلى ثلاث نوتات تحت آلة ال4 اوكتاف. هذا هو المدى الأكثر شهرة.
4.5 اوكتاف: من 2اف إلى 7سى، ال5 تشير إلى النصف وتنزل إلى الخامس تحت آلة ال4 اوكتاف. 4.6 اوكتاف: من 2اي إلى 7سى، نوتة واحدة تحت ال4.5, مفيد من اج عزف ادب الجيتار. 5 اوكتاف: من 2سى إلى 7سى، اوكتاف واحد كامل تحت آلة ال4 اوكتاف. مدى المارِمبة يستع تدريجيا، مع وجود شركات الماريبمبامثل مثل مارِمبة واحد تضيف نوتات إلى آلاف أعلى من السى العادية (7سى) إلى آلة ال5.5 اوكتاف، أو مارِمبة تونرز تضيف نوتات اقل من السى المنخفضة على ال5اوكتاف 2سى. إضافة نوتات منخفضة غير عملى بطريقة ما لان القضبان يصبحوا ارفع (هشة أكثر), الرنات تصبح أطول وأكبر، والنغمة السادسة العالية تصبح حاضرة أكثر من النغمة الأساسية.

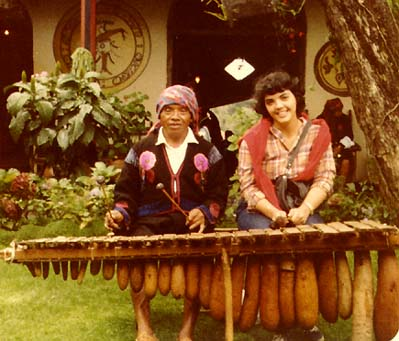
المارِمبة الجوالتمالاية

### الرنانوون
جزء من مفتاح المارِمبة الذي يصل إلى صوتها عالى هو رنان. هولاء هم انابيب معدنبية (غالبا المونيوم) التي تتدلى تحت كل قضيب، والطول يختلف تبعا للتردد الذي يصدره القضيب. الاهتزازات من القضيب تسبب رنات تمر إلى الانابيب، وهذا يضخم النغمة بطريقة تشبه كثيرا أسلوب الجبتار أو التشيلو. في الالات التي تتجاوز 4.5 اوكتاف، فإن طول الانبوبة المطلوبة من اجل توليد النغمة يتجاوز ارتفاع الاآلة. بعض الصناع، مثل ماليتش، تعوض ذلك عن طريق انحناء نهايات الانابيب. الاخرون، مثل ادامز وياماها، توسع الانابيب إلى قيعان كبيرة على شكل صناديق، هذا يؤدى إلى توليد كمية كافية من الرنين دون الحاجة إلى تمديد الانابيب. هذا أيضا يصل اليه المصنع مارِمبة وان عن طريق توسيع الرنانوون إلى اشكال بيضاوية، في الرناوون السفلية تكون على انخفاض قدم واحدة، ومضاعفة الانبيب داخل الرنانوون السفلية.
في العديد من المارِمبةت، الرنانوون التزيينين تتم اضافتهم ليملؤوا الفراغات في فراغ الرنان العرضى. إضافة إلى هذا، اطوال الرنانوون تعدل في بعض الأحيان من اجل تشكيل قوس تزيينى، مثل في موزير ام-250. هذا لا يؤثر على خصائص الرنان، لأن نهاية السدادات في الرنان تظل موضوع في اطوالها الخاصة.

### المطارق
عمود الطرق يصنع غالبا من الخشب، عادة الباتولا، ولكن من الممكن ان يكون من خيزران الهند أو الالياف الزجاجية. القطر الأكثر شيوعا في العمود هو حوالي 5/16. المطارق المصنوعة من خيزران الهند تمتلك مطاطية معينة، في حين ان الباتولا تقريبا لا تعطى أي مطاطية. المحترفين يستخدموا الاثنان معتمدين على تفضيلاتهم، سواء كانوا يعزفوا باستخدام مطرقين أو أكثر، واى مقبض يستخدمونه (إذا كانوا يستخدموا مقيض رباعى المطارق). المطارق المناسبة من اجل الآلة تعتمد على المدى. المادة في نهاية المطرق تكون دائما نوعا من المطاط، وتكون ملفوفة بالغزل. المطارق الانعم تستعمل في النوتات المنخفضة، والمطارق الخشنة تستعمل في النوتات المرتفعة. المطارق التي تكون خشنة جدا تتسبب في تدمير الآلة، والمطارق التي تكون مناسبة في المدى الأعلى من الممكن ان تدمر النوتات في المدى الاقل (خصوصا في آلة خشب الورد). أيضا، في النوتات المنخفضة، القضبان تكون اوسع، وتتطلب مطرقة أثقل لكى تولد الصوت المطلوب. من اجل الحاجة إلى استخدام قسوة مختلفة من المطارق، بعض اللاعبين، خلال عزفهم باستخدام أربعة مطارق أو أكثر، من الممكن ان يستخدموا مطارق متدرجة ليتدرجوا على القضبان التي يلعبون عليها (الانعم على اليسار، والاخشن على اليمين). بعض المطارق، تسمى «مزدوجة النغمة» أو «متعددة النغمة», تحتوى على قلب خشن، مغطى بالغزل. ويكونوا مصممين ليكونوا اخشن خلال العزف العالى، وانعم خلال العزف الهادئ.

### تقنية الطرق
موسيقى المارِمبة الحديثة تعزق بإٍتخدام مطرقين أو أربعة (في بعض الأحيان باستخدا ستة), ضمانا للعازف القدرة ليعزف كوردات أو موسيقات في فترات طويلة بسهولة. المطارق المتعددة يتم حملها في نفس اليد باستخدام عدد من التقنيات أو القبضات. من اجل استعمل مطرقتين في كل يد، أكثر القبضات الشائعة هي قبضة بورتون (اخترعها غارى بورتون) وقبضة موسير ستيفنز (اخترعها يغ هاورد ستيفنز). كل قبضة مصممة لتحتوى على منافعها وعوائقها الخاصة بها. على سبيل المثال، قبضة موسير ستينفز مناسبة أكثر من اجل العزف السريع، وتكون قبضة بورتون مناسبة أكثر من اجل العزف القوى أو التبديل بين الكوردات وخطوط النوتات الفردية. اختيار القبضات يتنوع حسب المنطقة (فبضة موسير ستفينز وقبضة بورتون مشهورتين في الولايات المتحدة الأمريكية، في خلال ان القبضة التقليدية مشهورة في اليابان), حسب الآلة (قبضة بورتون اقل استخداما على المارِمبة من استخدامها على الفيبرافون. وحسب تفضيل العازف الفردى. قبضة الست مطارق مبينة على قبضة ستيفنز. كتب كاى ستينجارد عدة مقطوعات من اجل هذه القبضة وأصبح مشهورا أكثر وأكثر للعزف باستخدام الست مطارق.

## الآلة التقليدية
كلمة مارِمبة تطلق أيضاً على الآلآت شعبية تقليدية أخرى، البوادر التي قد تم تطويرها بشكل مستقل في غرب أفريقيا وفي كولومبيا. تقليد رنان القرعة والتيمبيلا الموزمبيقية هما المحاولات التطويرية، ويتم العزف عليهم في المجموعات الكبيرة مع وجود أداء رقصى متناسب. فرق المارِمبة التقليدية مشهورين في غواتيمالا وكوستاريكا، حيث أنهم يعتبروا رمز وطني ثقافي وأيضاً نجدهم في الهندوراس، السلفادور، نيكاراغوا وأجزاء من الأراضي المرتفعة في جنوب المكسيك، وتجدهم في قارة أفريقيا في غانا.

## المارِمبة في مصر

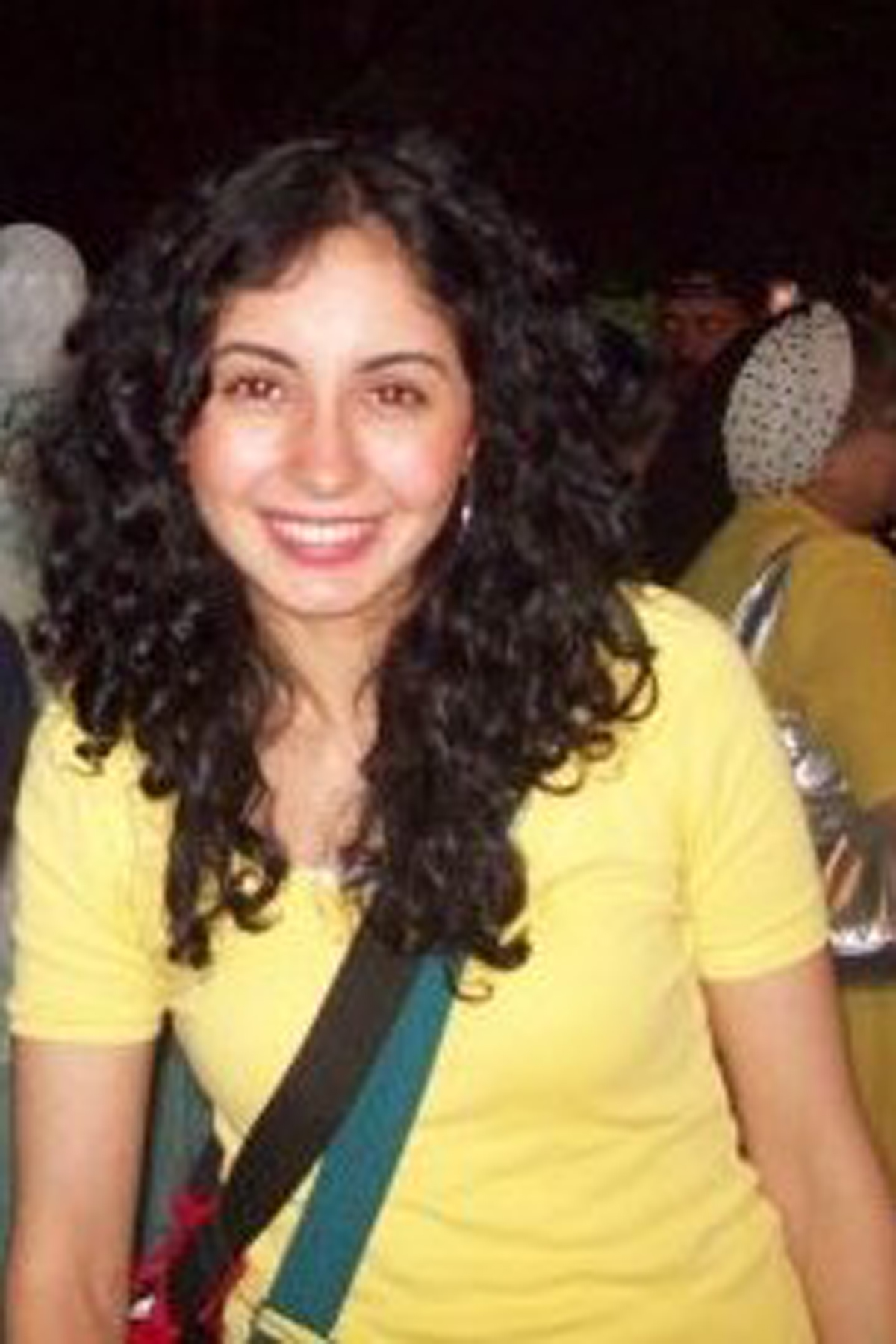
نسمة عبد العزيز بعد حفلة من حفلاتها مع عمر خيرت

عرفت مصر آلة المارِمبة على يد الفنانة نسمة عبد العزيز أول عازفة مارِمبة مصرية وهي التي ادخلتها إلى الجمهور المصري، وتعتبر من أفضل عازفات المارِمبة في الشرق الأوسط وذلك بعد تخرجها من المعهد العالي للموسيقى وسفرها لاستكمال دراستها في الولايات المتحدة الأمريكية، نسمة عبد العزيز بدأت حياتها بالعمل في فرقة عمر خيرت، وبعدها انتشرت بين الجمهور المصري حتى أصبحت تقدم حفلات فردية وتقابل بالترحيب من قبل الذوق المصري.